# Classificació de la Copa del Món de futbol 2006-CONCACAF
La fase de classificació de la Copa del Món de Futbol 2006 de la zona d'Amèrica del Nord, Central i Carib fou organitzada i supervisada per la CONCACAF.
La zona de la CONCACAF de classificació per a la Copa del Món de Futbol 2006 es disputà en quatre fases. A la primera s'enfrontaren les seleccions caribenyes de menor nivell futbolístic en enfrontaments a doble volta. A la segona ronda s'afegiren la resta de seleccions participants, també en eliminatòries a doble volta. Les dotze vencedores es dividiren en tres grups de quatre. Les dues primeres de cada grup passaren a la fase final en un únic grup de sis seleccions. Les tres primeres aconseguiren la classificació directa per al Mundial. La quarta classificada es disputà la plaça contra la cinquena del grup asiàtic.

## Primera ronda
- 28- 2-04 St. George's : Grenada 5-0 Guyana
- 14- 3-04 Blairmont : Guyana 1-3 Grenada

- 29- 2-04 Prospect : Bermudes 13-0 Montserrat
- 21- 3-04 Plymouth : Montserrat 0-7 Bermudes

- 18- 2-04 Miami (EUA) : Haití 5-0 Illes Turks i Caicos
- 21- 2-04 Hialeah (EUA) : Illes Turks i Caicos 0-2 Haití

- 22- 2-04 Tortola : Illes Verges Britàniques 0-1 Saint Lucia
- 28- 3-04 Vieux Fort : Saint Lucia 9-0 Illes Verges Britàniques

- 22- 2-04 Georgetown : Illes Caiman 1-2 Cuba
- 27- 3-04 La Habana : Cuba 3-0 Illes Caiman

- 28- 2-04 Oranjestad : Aruba 1-2 Surinam
- 27- 3-04 Paramaribo : Surinam 8-1 Aruba

- 18- 2-04 Saint John's : Antigua i Barbuda 2-0 Antilles Neerlandeses
- 31- 3-04 Willemstad : Antilles Neerlandeses 3-0 Antigua i Barbuda

- 26- 3-04 Nassau (Bah) : Dominica 1-1 Bahames
- 28- 3-04 Nassau : Bahames 1-3 Dominica

- 18- 2-04 Saint Thomas : Illes Verges Nord-americanes 0-4 Saint Kitts i Nevis
- 31- 3-04 Basseterre : Saint Kitts i Nevis 7-0 Illes Verges Nord-americanes

- 19- 3-04 Santo Domingo : República Dominicana 0-0 Anguilla
- 21- 3-04 Santo Domingo : Anguilla 0-6 República Dominicana

## Segona ronda
- 13- 6-04 Columbus : Estats Units 3-0 Grenada
- 20- 6-04 Saint George's : Grenada 2-3 Estats Units

- 13- 6-04 San Salvador : El Salvador 2-1 Bermudes
- 20- 6-04 Prospect : Bermudes 2-2 El Salvador

- 12- 6-04 Miami (EUA) : Haití 1-1 Jamaica
- 20- 6-04 Kingston :Jamaica 3-0 Haití

- 13- 6-04 C. de Panamà : Panamà 4-0 Saint Lucia
- 20- 6-04 Vieux Fort : Saint Lucia 0-3 Panamà

- 12- 6-04 L'Havana : Cuba 2-2 Costa Rica
- 20- 6-04 Alajuela : Costa Rica 1-1 Cuba

- 12- 6-04 Paramaribo : Surinam 1-1 Guatemala
- 20- 6-04 C. Guatemala : Guatemala 3-1 Surinam

- 12- 6-04 Willemstad : Antilles Neerlandeses 1-2 Hondures
- 19- 6-04 San Pedro Sula : Hondures 4-0 Antilles Neerlandeses

- 13- 6-04 Kingston (Can) : Canadà 4-0 Belize
- 16- 6-04 Kingston (Can) : Belize 0-4 Canadà

- 19- 6-04 San Antonio (EUA) : Dominica 0-10 Mèxic
- 27- 6-04 Aguascalientes : Mèxic 8-0 Dominica

- 13- 6-04 Bridgetown : Barbados 0-2 Saint Kitts i Nevis
- 19- 6-04 Basseterre : Saint Kitts i Nevis 3-2 Barbados

- 13- 6-04 Santo Domingo : República Dominicana 0-2 Trinitat i Tobago
- 20- 6-04 Marabella : Trinitat i Tobago 4-0 República Dominicana

- 13- 6-04 Diriamba : Nicaragua 2-2 Saint Vincent i les Grenadines
- 20- 6-04 Kingstown : Saint Vincent i les Grenadines 4-1 Nicaragua

## Ronda semifinal

### Grup A
| Equip        | Pts | PJ | PG | PE | PP | GF | GC |
| ------------ | --- | -- | -- | -- | -- | -- | -- |
| Estats Units | 12  | 6  | 3  | 3  | 0  | 13 | 3  |
| Panamà       | 8   | 6  | 2  | 2  | 2  | 8  | 11 |
| Jamaica      | 7   | 6  | 1  | 4  | 1  | 7  | 5  |
| El Salvador  | 4   | 6  | 1  | 1  | 4  | 2  | 11 |

- 18- 8-04 San Salvador : El Salvador 2-1 Panamà
- 18- 8-04 Kingston : Jamaica 1-1 Estats Units
- 4- 9-04 Kingston : Jamaica 1-2 Panamà
- 4- 9-04 Foxboro : Estats Units 2-0 El Salvador
- 8- 9-04 San Salvador : El Salvador 0-3 Jamaica
- 8- 9-04 C. de Panamà : Panamà 1-1 Estats Units
- 9-10-04 San Salvador : El Salvador 0-2 Estats Units
- 9-10-04 C. de Panamà : Panamà 1-1 Jamaica
- 13-10-04 Kingston : Jamaica 0-0 El Salvador
- 13-10-04 Washington DC : Estats Units 6-0 Panamà
- 17-11-04 C. de Panamà : Panamà 3-0 El Salvador
- 17-11-04 Columbus : Estats Units 1-1 Jamaica

### Grup B
| Equip      | Pts | PJ | PG | PE | PP | GF | GC |
| ---------- | --- | -- | -- | -- | -- | -- | -- |
| Costa Rica | 10  | 6  | 3  | 1  | 2  | 12 | 8  |
| Guatemala  | 10  | 6  | 3  | 1  | 2  | 7  | 9  |
| Hondures   | 7   | 6  | 1  | 4  | 1  | 9  | 7  |
| Canadà     | 5   | 6  | 1  | 2  | 3  | 4  | 8  |

- 18- 8-04 Burnaby : Canadà 0-2 Guatemala
- 18- 8-04 San José : Costa Rica 2-5 Hondures
- 4- 9-04 Edmonton : Canadà 1-1 Hondures
- 5- 9-04 C. Guatemala : Guatemala 2-1 Costa Rica
- 8- 9-04 San José : Costa Rica 1-0 Canadà
- 8- 9-04 San Pedro Sula : Hondures 2-2 Guatemala
- 9-10-04 San José : Costa Rica 5-0 Guatemala
- 9-10-04 San Pedro Sula : Hondures 1-1 Canadà
- 13-10-04 Vancouver : Canadà 1-3 Costa Rica
- 13-10-04 C. Guatemala : Guatemala 1-0 Hondures
- 17-11-04 C. Guatemala : Guatemala 0-1 Canadà
- 17-11-04 San Pedro Sula : Hondures 0-0 Costa Rica

### Grup C
| Equip                          | Pts | PJ | PG | PE | PP | GF | GC |
| ------------------------------ | --- | -- | -- | -- | -- | -- | -- |
| Mèxic                          | 18  | 6  | 6  | 0  | 0  | 27 | 1  |
| Trinitat i Tobago              | 12  | 6  | 4  | 0  | 2  | 12 | 8  |
| Saint Vincent i les Grenadines | 6   | 6  | 2  | 0  | 4  | 4  | 12 |
| Saint Kitts i Nevis            | 0   | 6  | 0  | 0  | 6  | 2  | 24 |

- 18- 8-04 Kingstown : Saint Vincent i les Grenadines 0-2 Trinitat i Tobago
- 4- 9-04 Basseterre : Saint Kitts i Nevis 1-2 Trinitat i Tobago
- 8- 9-04 Port of Spain : Trinitat i Tobago 1-3 Mèxic
- 10- 9-04 Kingstown : Saint Vincent i les Grenadines 1-0 Saint Kitts i Nevis
- 6-10-04 Pachuca : Mèxic 7-0 Saint Vincent i les Grenadines
- 10-10-04 Kingstown : Saint Vincent i les Grenadines 0-1 Mèxic
- 10-10-04 Marabella : Trinitat i Tobago 5-1 Saint Kitts i Nevis
- 13-10-04 Basseterre : Saint Kitts i Nevis 0-3 Saint Vincent i les Grenadines
- 13-10-04 Puebla : Mèxic 3-0 Trinitat i Tobago
- 13-11-04 Basseterre : Saint Kitts i Nevis 0-5 Mèxic
- 17-11-04 Monterrey : Mèxic 8-0 Saint Kitts i Nevis
- 17-11-04 Port of Spain : Trinitat i Tobago 2-1 Saint Vincent i les Grenadines

## Ronda final
| Equip             | Pts | PJ | PG | PE | PP | GF | GC |
| ----------------- | --- | -- | -- | -- | -- | -- | -- |
| Estats Units      | 22  | 10 | 7  | 1  | 2  | 16 | 6  |
| Mèxic             | 22  | 10 | 7  | 1  | 2  | 22 | 9  |
| Costa Rica        | 16  | 10 | 5  | 1  | 4  | 15 | 14 |
| Trinitat i Tobago | 13  | 10 | 4  | 1  | 5  | 10 | 15 |
| Guatemala         | 11  | 10 | 3  | 2  | 5  | 16 | 18 |
| Panamà            | 2   | 10 | 0  | 2  | 8  | 4  | 21 |

- 9- 2-05 Port of Spain : Trinitat i Tobago 1-2 Estats Units
- 9- 2-05 C. de Panamà : Panamà 0-0 Guatemala
- 9- 2-05 San José : Costa Rica 1-2 Mèxic
- 26- 3-05 San José : Costa Rica 2-1 Panamà
- 26- 3-05 C. Guatemala : Guatemala 5-1 Trinitat i Tobago
- 27- 3-05 C. de Mèxic : Mèxic 2-1 Estats Units
- 30- 3-05 Port of Spain : Trinitat i Tobago 0-0 Costa Rica
- 30- 3-05 Birmingham : Estats Units 2-0 Guatemala
- 30- 3-05 C. de Panamà : Panamà 1-1 Mèxic
- 4- 6-05 Port of Spain : Trinitat i Tobago 2-0 Panamà
- 4- 6-05 C. Guatemala : Guatemala 0-2 Mèxic
- 4- 6-05 Salt Lake City : Estats Units 3-0 Costa Rica
- 8- 6-05 C. de Panamà : Panamà 0-3 Estats Units
- 8- 6-05 San José : Costa Rica 3-2 Guatemala
- 8- 6-05 Monterrey : Mèxic 2-0 Trinitat i Tobago
- 17- 8-05 C. Guatemala : Guatemala 2-1 Panamà
- 17- 8-05 C. de Mèxic : Mèxic 2-0 Costa Rica
- 17- 8-05 Hartford : Estats Units 1-0 Trinitat i Tobago
- 3- 9-05 C. de Panamà : Panamà 1-3 Costa Rica
- 3- 9-05 Port of Spain : Trinitat i Tobago 3-2 Guatemala
- 3- 9-05 Columbus : Estats Units 2-0 Mèxic
- 7- 9-05 C. de Mèxic : Mèxic 5-0 Panamà
- 7- 9-05 C. Guatemala : Guatemala 0-0 Estats Units
- 7- 9-05 San José : Costa Rica 2-0 Trinitat i Tobago
- 8-10-05 C. de Panamà : Panamà 0-1 Trinitat i Tobago
- 8-10-05 San Luis Pot. : Mèxic 5-2 Guatemala
- 8-10-05 San José : Costa Rica 3-0 Estats Units
- 12-10-05 Foxboro : Estats Units 2-0 Panamà
- 12-10-05 C. Guatemala : Guatemala 3-1 Costa Rica
- 12-10-05 Port of Spain : Trinitat i Tobago 2-1 Mèxic

- Classificats: Estats Units, Mèxic i Costa Rica

## Eliminatòria CONCACAF/AFC
- 12-11-05 Port of Spain: Trinitat i Tobago 1-1 Bahrain
- 16-11-05 Manama : Bahrain 0-1 Trinitat i Tobago

- Classificat: Trinitat i Tobago